# ビッボーナ
ビッボーナ(伊: Bibbona)は、イタリア共和国トスカーナ州リヴォルノ県にある、人口約3,200人の基礎自治体（コムーネ）。

## 地理

### 位置・広がり
北をチェーチナ、南をカスタニェート・カルドゥッチ、東をピサ県と接する。西は、ティレニア海に面する。

#### 隣接コムーネ
隣接するコムーネは以下の通り。括弧内のPIはピサ県所属を示す。
- カザーレ・マリッティモ (PI)
- カスタニェート・カルドゥッチ
- チェーチナ
- グアルディスタッロ (PI)
- モンテカティーニ・ヴァル・ディ・チェーチナ (PI)
- モンテヴェルディ・マリッティモ (PI)

### 気候分類・地震分類
ビッボーナにおけるイタリアの気候分類 (it) および度日は、zona D, 1417 GGである。
また、イタリアの地震リスク階級 (it) では、zona 3 (sismicità bassa) に分類される。